# Otacilia zaoshiica
Espèce
Otacilia zaoshiica est une espèce d'araignées aranéomorphes de la famille des Phrurolithidae.

## Distribution
Cette espèce est endémique du Jiangxi en Chine,. Elle se rencontre dans le xian de Xingan.

## Description
Le mâle holotype mesure 2,90 mm et la femelle paratype 3,07 mm.

## Étymologie
Son nom d'espèce lui a été donné en référence au lieu de sa découverte, Zaoshi.

## Publication originale
- Liu, Ying, Xiao, Yan & Xiao, 2020 : « Eight new species of Otacilia (Araneae: Phrurolithidae) from southern China. » ZooKeys, no 979, p. 1-33 (texte intégral).